# РД-866
РД-866 (15Д264) — рідинний ракетний двигун розробки українського КБ Південне.

## Характеристики двигуна
- Паливо — Азотний тетраоксид / Несиметричний диметилгідразин
- Тяга — 5,2 кН + 16 × 116 Н
- Питомий імпульс — 305,5 / 245 с
- Тривалість роботи — 330 / 1200 с
- Кількість вмикань — до 14 / 10 000
- Маса — 125,4 кг
- Кількість камер — 1+16

## Історія
Двигун був сконструйований для розведення бойових ядерних блоків міжконтинентальної балістичної ракети залізничного базування РТ-23УТТХ (SS-24). Пройшов повний цикл випробувань. Серійно виготовлявся на ВО «ПМЗ» до 1991 року.

## Призначення
Двигун космічного буксира встановлюється у головному відсіку ракети і призначений для: живлення пальним стернового агрегату, який використовується для керування польотом ракети в кінці роботи першого і при польоті другого і третього ступенів; контролю крену в польоті третього ступеня; створення (на ділянці розведення космічних апаратів) тяги і управляючих зусиль, різних розмірів і напрямків, при багаторазових включених рідинного ракетного двигуна великої тяги (РРД ВТ) та рідинних ракетних двигунів малої тяги (РРД МТ); живлення пальним гідроприводів хитання камери двигуна великої тяги на ділянці розведення космічних апаратів.
Двигун — багатофункціональний, нерегульований, без допалювання генераторного газу з багаторазовим включенням РРД ВТ та РРД МТ.
Двигун працює за комбінованою схемою (витискувальна і насосна подачі компонентів палива до споживачів). Забезпечує широкий діапазон зміни витрат і тисків для споживачів.

## Застосування

### Бойове застосування
Головна частина міжконтинентальної балістичної ракети залізничного базування РТ-23УТТХ мала десять бойових блоків (ББ) індивідуального наведення потужністю 0,43 Мт кожен, розміщеними в один ярус. Двигун використовувався для розведення бойових ядерних блоків після запуску на різні орбіти.

### Цивільне застосування
Двигун застосовується при виведенні супутників на орбіту. Двигун запускається при кластерному запуску супутників РН Дніпро і використовується для розведення супутників на визначені орбіти.